# فريدريك نيلز لارسن
فريدريك نيلز لارسن (بالإنجليزية: Frederick Niels Larsen)‏ هو قائد ديني أمريكي، ولد في 15 يناير 1932، وتوفي في 26 أبريل 2019.